# Jackie Pement
Jacquelynne (Jackie) Pement (née le 10 mai 1946) est une femme politique canadienne de la Colombie-Britannique. Elle est députée provinciale néo-démocrate de la circonscription britanno-colombienne de Bulkley Valley-Stikine de 1991 à 1996. 
Elle est ministre des Transports et des Autoroutes dans le gouvernement du premier ministre Michael Harcourt de 1993 à 1996.